# L'unicorno nero
L'unicorno nero è un romanzo fantasy scritto da Terry Brooks ed è il secondo libro del ciclo di Landover.

## Trama
Ben Holiday, il mago di corte Questor Thews e la silfide Willow hanno un sogno molto vivido e profetico. Ben sogna che Miles Bennett, il suo vecchio collega avvocato di Chicago ha dei problemi seri con il lavoro. Questor sogna il luogo dove sono nascosti degli antichi libri di magia. Willow sogna un unicorno nero, un essere che possiede una grande magia, e delle briglie dai fili d'oro che possono guidare l'unicorno. Solo lo scrivano di corte, Abernathy, ha dei dubbi e timori su questi strani sogni.
Ritornato sulla Terra, Ben scopre che Miles sta bene e non ha problemi. Sospettoso di un tranello, Ben ritorna a Landover e una volta giunto al castello scopre che il mago di corte è tornato, ma Willow è ancora assente. Questor, come profetizzato dal sogno, ha trovato i libri di magia perduti. Il primo libro è senza scritte con segni di bruciature, come se bruciato dall'interno, mentre il secondo contiene delle illustrazioni di unicorni bianchi. Quella notte, Ben è attaccato da Meeks, il quale è ritornato a Landover trasformandosi e nascondendosi sotto i vestiti di Ben, e spiega che i sogni sono stati mandati dal mago per fare in modo di ritornare a Landover. Poi Meeks lancia una magia su Ben per farlo sembrare una persona qualunque e Meeks in Ben. Questor caccia dal castello Ben non riconoscendolo, pensando che sia un intruso.
Ben inizia la ricerca di Willow, partita per la regione dei laghi, sperando di convincerla della sua identità e di non farle consegnare le briglie d'oro a Meeks. Sulla via per la regione dei laghi, Ben incontra Edgewood Dirk, un gatto prismatico proveniente dal Mondo Fatato. Dirk riconosce subito Ben come Alto Signore di Landover e lo schernisce per la sua incapacità di risolvere la situazione. Il gatto decide di seguire Ben. Arrivato a Elderew, Ben riesce ad avere un incontro con il Signore del Fiume, il quale fallisce un tentativo di catturare l'unicorno nero. Cacciato dalla regione dei fiumi, Ben incontra la Madre Terra, la quale riferisce a Ben che Willow è andata verso il Pozzo Infido perché la Strega del Crepuscolo potrebbe avere le briglie d'oro.
Incerto sul ritorno della Strega del Crepuscolo dalla Nebbia Fatata, Ben chiede aiuto a Filip e Sot, due gnomi Va' Via. Arrivato al Pozzo Infido, Ben scopre che la strega è ritornata e viene catturato. La strega spiega a Ben che le briglie d'oro le sono state rubate dal drago Strabo. La strega decide di portare Ben alla tana del drago per poterlo scambiare con le briglie d'oro. Intanto, Questor Thews e Abernathy sono cacciati dal castello per la fallita caccia all'unicorno nero e decidono di andare dal drago per avere aiuto nel determinare la natura dell'unicorno nero. La Strega del Crepuscolo con Ben prigioniero giunge alla tana del drago, ma scopre che Strabo ha dato a Willow le briglie d'oro come premio per le sue bellissime canzoni. La strega, infuriata, attacca il drago ed inizia una furiosa battaglia. Ben riesce a fuggire assieme agli gnomi, Questor e Abernathy (che erano giunti in precedenza dal drago).
Ben riesce a convincere i suoi amici della sua identità anche se ancora lo vedono come un estraneo ed insieme continuano la ricerca di Willow. Infine, trovano la silfide in una radura assieme all'unicorno imbrigliato. Nel frattempo arriva anche Meeks a cavallo di un demone alato ancora trasformato da Ben. Il mago cerca di persuadere Willow a farsi consegnare l'unicorno, ma all'improvviso compare nella radura Edgewood Dirk. Allora, Meeks attacca il gatto ed inizia una furiosa battaglia fra i due. Willow scappa a cavallo dell'unicorno nero e Ben ed i suoi amici sono scagliati lontano nella foresta.
Questor Thews ed Abernathy vengono catturati da Meeks, ripresosi dallo scontro ma che ha perduto la sua maschera ed ora ha il suo vero volto ed ha recuperato i libri di magia. Ben si risveglia solo nel bosco e si ritrova faccia a faccia con Dirk. Ben ha una conversazione con il gatto, il quale poi scompare, e riesce a capire molte cose: riconosce il suo amore per Willow e riesce a rompere l'incantesimo di Meeks. Ben richiama il Paladino e attacca il mago per salvare Willow, da lui catturata. Meeks evoca con la magia dei cavalieri scheletrici che si scontrano con il Paladino. Abernathy, liberatosi e vedendo il Paladino in difficoltà, morde una gamba del mago. I libri di magia cadono dalla mano di Meeks e l'unicorno nero distrugge i libri, liberando una moltitudine di unicorni bianchi che si disperdono. Meeks e l'unicorno nero hanno un ultimo breve ma intenso scontro magico ed il mago è infine sconfitto.
Viene rivelato che il Mondo Fatato mandò nei vari mondi molti unicorni bianchi, ma che sono stati catturati dai maghi di Landover e sono stati imprigionati in due libri: uno per il corpo ed uno per lo spirito. Ogni tanto succedeva che qualche spirito degli unicorni si liberava sotto forma di unicorno nero, ma i maghi crearono le briglie d'oro per catturarli di nuovo. Meeks aveva nascosto i libri di magia prima di essere esiliato sulla Terra, ed aveva mandato i sogni proprio per recuperare i libri e le briglie d'oro per poi poter catturare l'unicorno nero.
Nell'epilogo, un unicorno bianco passa velocemente per le vie di Chicago, lasciando alcuni passanti meravigliati.

## Edizioni
- Terry Brooks, L'unicorno nero, traduzione di Lidia Perria, numero di edizione ed., collana Oscar Mondadori, Arnoldo Mondadori Editore, 1994,  pp. 278, cap. 21, ISBN 88-04-38011-X.